# 多項式列
数学における多項式列（たこうしきれつ、英: polynomial sequence）は、非負の整数 0, 1, 2, 3, … によって添字付けられた多項式の列であって、各添字が対応する多項式の次数と等しいものを言う。多項式列は、数え上げ組合せ論や代数的組合せ論の他、応用数学において興味の持たれているトピックの一つである。

## 例
いくつかの多項式列は、物理学および近似理論において、各常微分方程式の解として現れる：
- ラゲール多項式系
- チェビシェフ多項式系
- ルジャンドル多項式系
- ゲーゲンバウアー多項式系
- ヤコビ多項式（英語版）系

統計学においても現れる：
- エルミート多項式系

また代数学および組合せ論においても多く研究されている：
- 単項式系
- 上昇階乗函数系
- 下降階乗函数系
- アーベル多項式系
- ベル多項式系
- ベルヌーイ多項式系
- ディクソン多項式系
- フィボナッチ多項式系
- ラグランジュ多項式系
- リュカ多項式系
- スプレッド多項式系
- トゥシャール多項式系
- ルーク多項式（英語版）系

## 多項式列の類
- 二項型多項式列
- 直交多項式系
- 第二多項式系
- シェファー列
- スツルム列
- 一般化アペル多項式列